# West Salem (Ohio)
West Salem és una població dels Estats Units a l'estat d'Ohio. Segons el cens del 2000 tenia 1.501 habitants.

## Demografia
Segons el cens del 2000, West Salem tenia 1.501 habitants, 573 habitatges, i 389 famílies. La densitat de població era de 562,7 habitants per km².
Dels 573 habitatges en un 39,6% hi vivien nens de menys de 18 anys, en un 51,7% hi vivien parelles casades, en un 12,2% dones solteres, i en un 32,1% no eren unitats familiars. En el 27,2% dels habitatges hi vivien persones soles el 10,3% de les quals corresponia a persones de 65 anys o més que vivien soles. El nombre mitjà de persones vivint en cada habitatge era de 2,62 i el nombre mitjà de persones que vivien en cada família era de 3,19.
Per edats la població es repartia de la següent manera: un 31% tenia menys de 18 anys, un 7,5% entre 18 i 24, un 32,8% entre 25 i 44, un 19,3% de 45 a 60 i un 9,5% 65 anys o més.
L'edat mediana era de 32 anys. Per cada 100 dones de 18 o més anys hi havia 96,2 homes.
La renda mediana per habitatge era de 36.563 $ i la renda mediana per família de 41.250 $. Els homes tenien una renda mediana de 31.393 $ mentre que les dones 20.947 $. La renda per capita de la població era de 14.309 $. Aproximadament el 6,4% de les famílies i el 7,9% de la població estaven per davall del llindar de pobresa.

## Poblacions més properes
El següent diagrama mostra les poblacions més properes.